# Ганцаниго (Болоња)
Ганцаниго (итал. Ganzanigo) је насеље у Италији у округу Болоња, региону Емилија-Ромања.
Према процени из 2011. у насељу је живело 834 становника. Насеље се налази на надморској висини од 24 м.